# إليوشن إل-103
إليوشن إل-103 (بالإنجليزية: Ilyushin Il-103)‏ هي طائرة تدريب أنتجت في روسيا. من صناعة إليوشن. تستخدم بشكل أساسي من قبل سلاح الجو الكوري الجنوبي. كان أول طيران لها في 17 مايو 1994. ومازالت في الخدمة حتى الآن. صنع منها 66 طائرة، وسعر الطائرة الواحدة منها هو 156,500 دولار.